# Volksmusik in den Karpaten

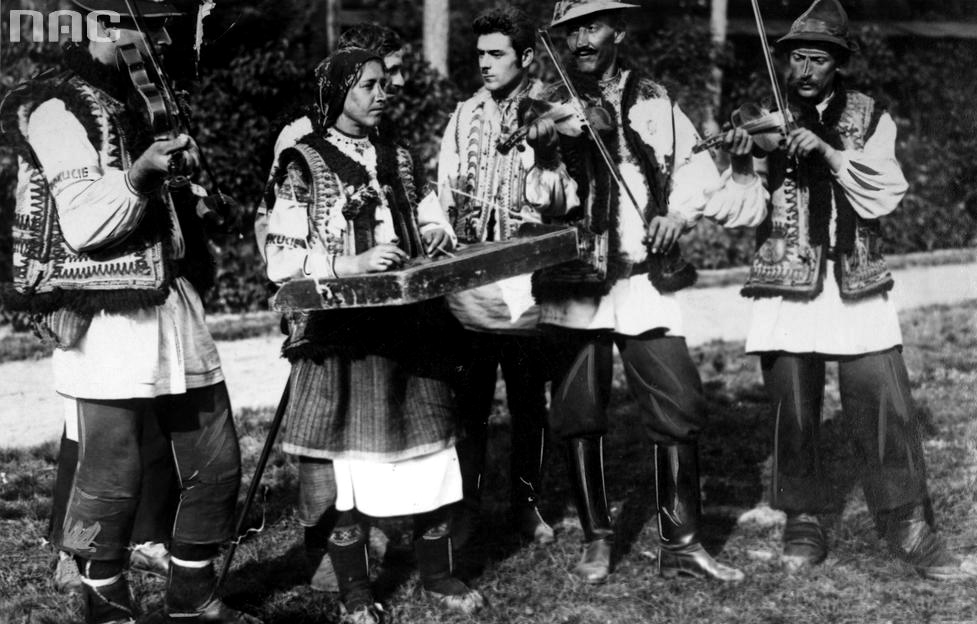
Musizierende Huzulen, ca. 1918–1935

Die Volksmusik in den Karpaten umfasst die traditionellen Musikformen der Karpatenregionen Polens, Rumäniens, Serbiens, Ungarns, der Slowakei und der Ukraine. Sie ist geprägt von einem historisch und politisch gewachsenen multiethnischen Austausch und vereint Elemente verschiedener Kulturen, die an der geografischen Schnittstelle zwischen dem Osmanischen Reich, Russischen Reich und Österreich-Ungarn aufeinandertrafen.

## Musiktraditionen
Bei ihren Untersuchungen zur Folkloremusik der südpolnischen Karpatenregion stellte die Ethnographin und Musikwissenschaftlerin Jolanta Danak-Gajda fest, dass diese Musik als eigenständiges Phänomen zu betrachten ist, da sie sich größtenteils aus unterschiedlichen Traditionen, wie jüdischer, slowakischer, ungarischer oder Roma-Musik, speist, was an Harmonie, Rhythmus und Lyrik zu hören sei. Verschiedene Elemente ließen sich gleichermaßen der westlichen als auch der östlichen Folklore zuordnen. Erst die Kombination all dieser Elemente mache die karpatenländische Musiktradition aus. Der US-amerikanische Musikethnologe Philip V. Bohlman strich ebenfalls hervor, dass es sich bei der Volksmusik der Karpaten um ein transnationales Phänomen handelt, welches nicht durch geografische Staatsgrenzen zu trennen sei:

„It is almost futile to divide into national styles the folk-music repertories along the arch of the Carpathian Mountains that stretches from western Slovakia along the borders of Poland, Ukraine, and Romania before terminating in central Romania. The national borders that run along the Carpathians do little to prevent extensive ethnic mixture and the generation of hybrid styles, for example, in the Rusyn repertories that span and ignore the border between Slovakia and Ukraine (Metil 2000). As a border region and a national crossroads at the center of Europe, the Carpathians have nurtured musicians whose repertories are enriched from the contributions of fellow travelers.“

## Historischer Hintergrund

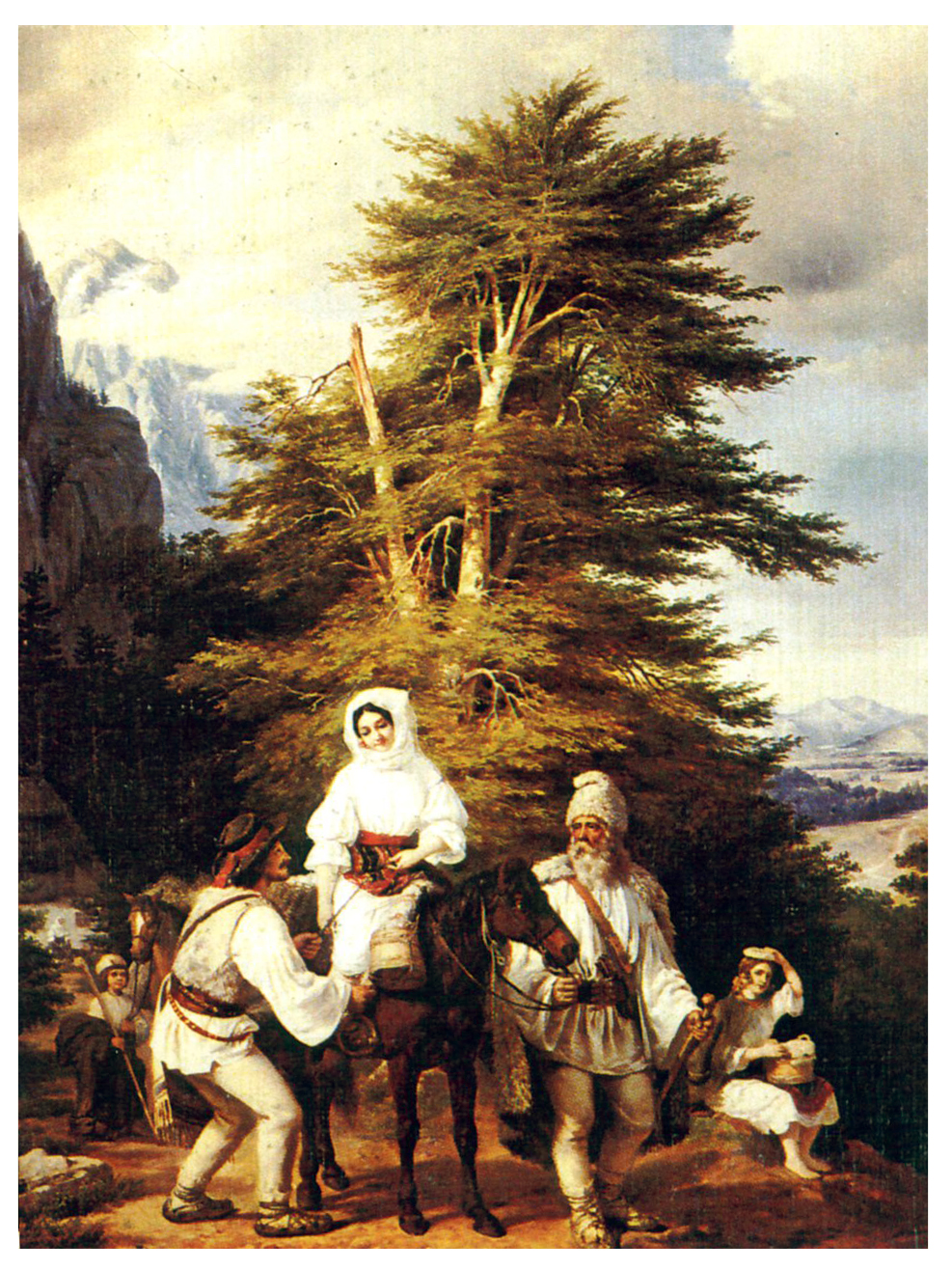
Walachische Familie auf dem Weg zum Markt, Gemälde von Miklós Barabas, 1844

Die Volksmusik in den Karpaten ist ein bestimmter Musikstil, der in der Gebirgsregion entstanden ist oder überliefert wurde. Eines der auffälligsten Merkmale der karpatenländischen Repertoires ist das Vorhandensein mehrerer Sprachen in denselben Repertoires oder sogar in denselben Liedern. Ein Grund für die bemerkenswerten Übereinstimmungen der karpatenländischen Musiktraditionen ist, dass die Region als geografische Schnittstelle nie auf nationaler Ebene abzugrenzen ist und war. Einen wesentlichen Einfluss auf diese Entwicklung hatten walachische Hirten (Walachische Kolonisation), die sich vom 13. bis 16. Jahrhundert im gesamten Gebirge niederließen, ihre kulturellen Praktiken verbreiteten und neue ethnische und soziale Gefüge erzeugten. Hirten und Pilger trugen so dazu bei, lateinische, deutsche, rumänische und slawische Lieder und Verse in einem gemeinsamen Repertoire zu kombinieren. So ergaben sich Überschneidungen an Repertoires zwischen der heutigen Slowakei, Ukraine, Ungarn, Rumänien und Serbien durch die lokalen Gruppen der Rumänen, Polen, Slowaken, Ungarn und Ukrainer, deren Melodien mit anderen lokalen ethnischen Gruppen, darunter Roma, Deutschen und Huzulen synthetisiert wurden. So gibt es z. B. Einflüsse der Musik der Roma nicht nur in Ungarn und Rumänien, sondern auch in der ukrainischen Volksmusik der Karpaten; Musik aus Podhale ist enger mit Musik aus anderen Karpatenregionen als mit Musik der polnischen Tiefebene verbunden.

## Instrumente
Zu den wichtigsten Instrumenten, die teilweise zur Standardinstrumentalisierung der nationalen Volksmusiktraditionen gehören, zählen Geige, Bratsche, Kontrabass, Koboz, Blasinstrumente, z. B. Sopilka, Panflöte, Fujara, Trembita, Tilincă und andere Flötenarten, Zymbal, Maultrommel, verschiedene Schlaginstrumente, Dudelsack und Akkordeon.

## Stil
Zentrale Gemeinsamkeiten von Instrumental- und Vokalstücken sind die Melodieführung (z. B. Ostinato-Melodien), spezielle Akkordfolgen (z. B. c-Moll / f-Moll / g-Moll / G-Dur), Akkordbrechungen (Brechungsmelodik) und Synkopen, Polyphonie im Gesang und parallele Zweistimmigkeit in der Instrumentalisierung. Bisweilen gibt es  Stücke mit langen, tranceartigen, improvisierten Instrumentalpassagen. Zur Rhythmusgruppe gehören in der Regel Kontrabass und/oder Violine bzw. Bratsche sowie Zymbal. 

## Tanzmusik und regionale Besonderheiten

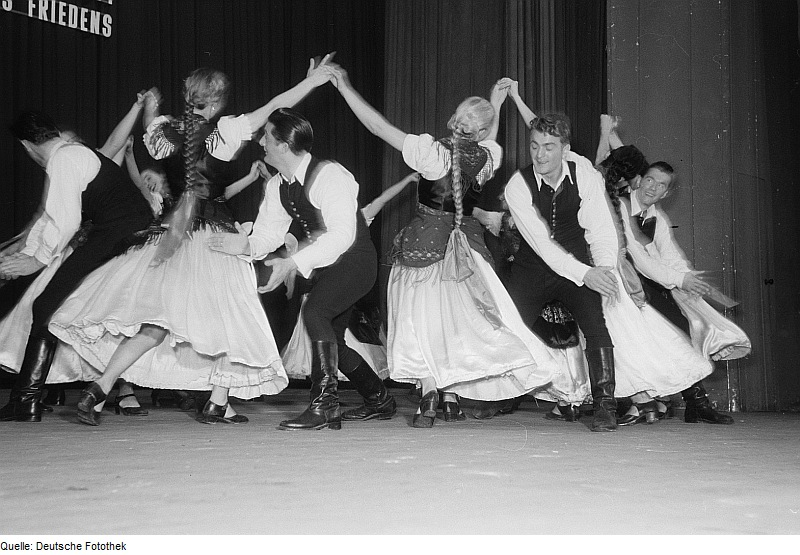
Rumänische Tänzer

Der Bestand an traditionellen Tänzen im Karpatenraum ist relativ überschaubar und erstaunlich einheitlich. Die Tanzmusik stellt einen einheitlichen Teil des instrumentalen Musikrepertoires dar. So finden sich immer wieder ähnliche Muster: der von Gesang begleitete Reigen, der den Tanzzyklus einleitende Männertanz, der langsame und schnelle Paartanz und die Hirtentänze. Jede Ethnie und Sprache kann andere Namen für identische Tanztypen verwenden, die jedoch durch Elemente von regionaler Bedeutung ergänzt werden können. Im Gegensatz zu Liedern, die melodienreich und rhythmisch sehr strukturiert sind, weisen Tänze zumeist doppeltes Tempo auf und basierend auf symmetrischen Musikperioden. Die wichtigsten Tänze sind wenig mit der Musik verbunden, nur die unterschiedlichen Akzente legen ihre choreographischen Besonderheiten fest. Tänze waren gewöhnlich in rituellen Handlungen wie Hochzeiten und Feiertagen integriert. Das mitteleuropäische Tanzmaterial vermischt sich im südlichen und südöstlichen Teil des Gebietes mit der charakteristischen südeuropäischen Kettentanzkultur. Das Tanzprogramm setzt sich wie folgt zusammen: in den rumänischen Dörfern der Süd- und Südostkarpaten dominieren die Tänze Hora, Sîrba, Briul. Darüber hinaus finden wir als lokale Besonderheiten in der Bukowina und der Karpatenukraine die Huzulka, Kolomyjka und die Coraghească. Im westlichen Teil des ungarischen Sprachraums gibt es Weiterentwicklungen, die auf dem Schweinehirtentanz (kanásztánc), dem Mädchenreigen (körtánc), dem Verbunkos und dem in einem kräftigen 2/4- oder 4/4-Takt getanzten Csárdás, den Stocktanz der Hirten (botol) basieren; die Ungarn in Siebenbürgen kennen den Burschentanz (legényes) oder Verbunkos, aber auch Paartänze in verschiedenen Tempi. Der charakteristische Tanzbestand der Rumänen in Siebenbürgen besteht wiederum aus dem Stocktanz (haidăul), dem Mädchentanz (feciorească) und Männertänze (bărbărtesc), der langsamen țiganească, der mittelschnellen invartița und schnelle hațegana. Ein vergleichbares Tanzprogramm gibt es bei den Slowaken, so den der Odzemok oder Hajduch, die Karika, den Verbunk, die Cardas und die Friska; und bei den Goralen in der Tatraregion tanzt man den Männertanz zbojnicky und den Paartanz goralski. Die Roma kennen ebenso Männer- und Paartänze, die an einigen Orten durch den Stocktanz (botolo) ergänzt werden.

## Minderheiten
- Die Musik der polnischen Goralen

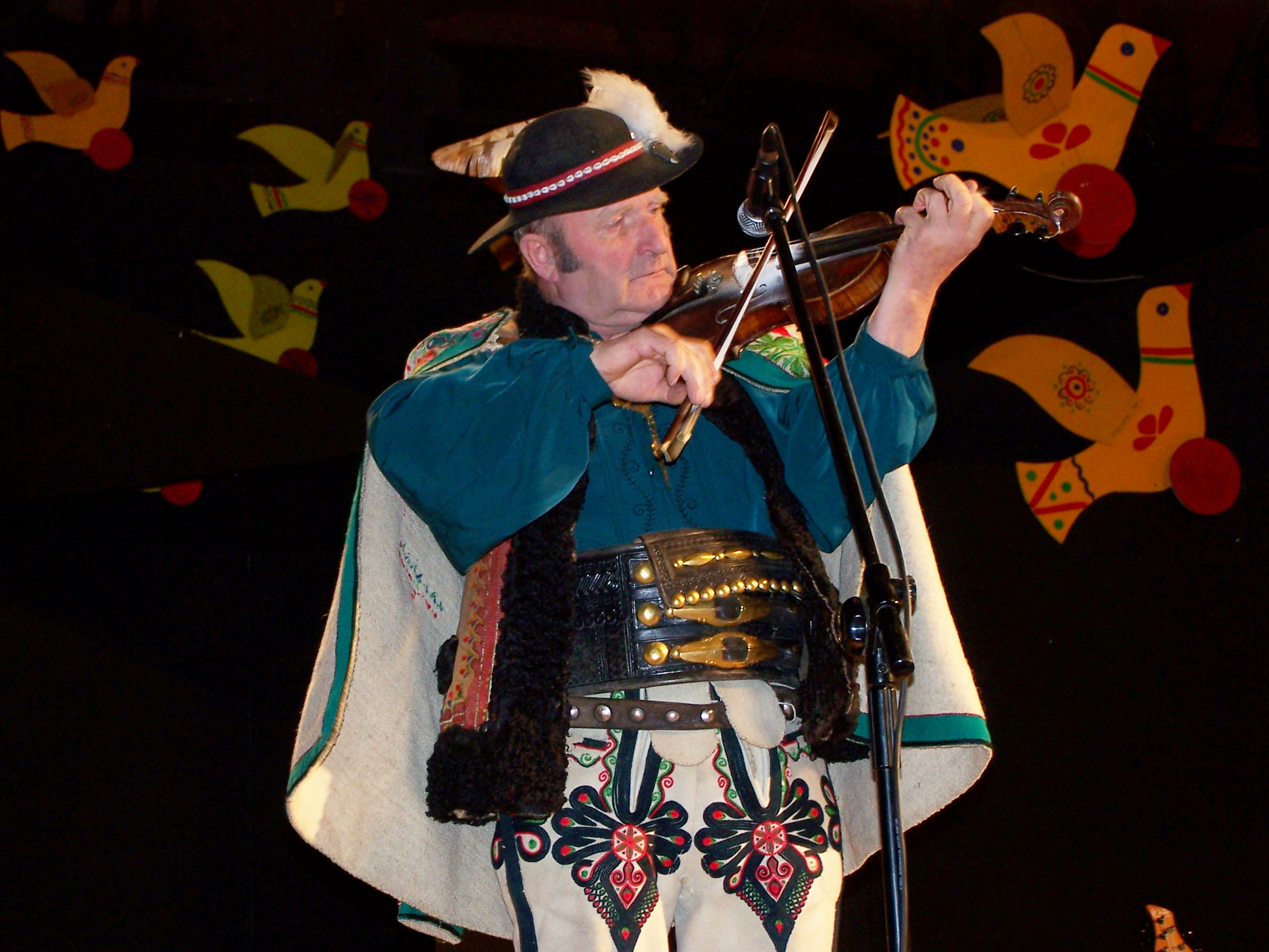
Gorale mit Geige

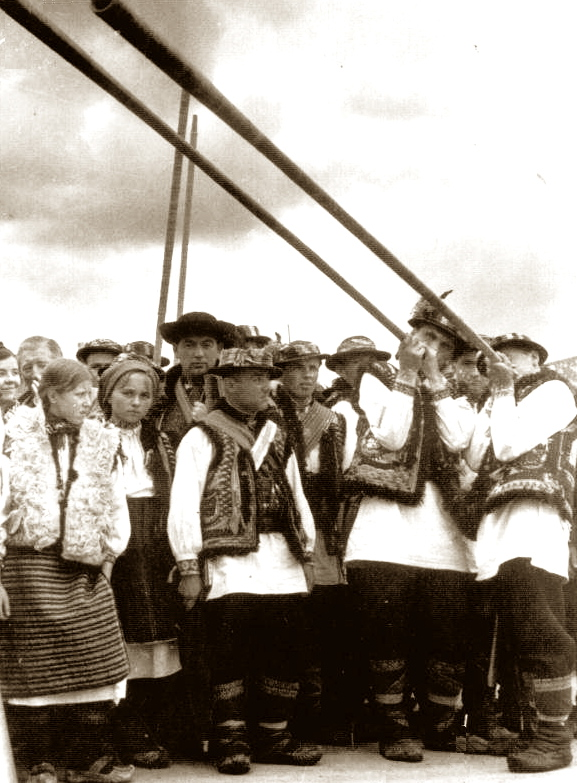
Huzulen in Polen in den 1930er Jahren

- Die Musik der ukrainischen und polnischen Huzulen
- Die Musik der Ruthenen, Lemken, Russinen in Polen, der Slowakei und der Ukraine sowie der Bojken und Doljanen in Polen und der Ukraine
- Die Musik der jüdischen und Roma-Bewohner der Karpaten
- Die Musik der Walachen aus Serbien und Mähren

## Künstler und Musikgruppen (Auswahl)
- Grigore Leșe (Rumänien)
- Gheorghe Zamfir (Rumänien)
- Hudaki Village Band (Ukraine)
- Cimbalová hudba Primáš (Slowakei)
- Tiszakóródi Zenekar (Ungarn)
- Momcilo Moma Stanojevic (Serbien)
- Orkiestra św. Mikołaja (Ukraine)
- Fraţii Reuţ (Rumänien)
- Joszko Broda (Polen)
- Parno Graszt (Ungarn)
- Trebunie Tutki (Polen)

## Forschung
In den 1950er Jahren entstand ein internationales Projekt unter der Schirmherrschaft der internationalen Kommission zur Erforschung der Volkskultur der Karpaten und des Balkans mit Sitz in Bratislava. Das Vorhaben umfasste den gesamten Bereich der Wirtschafts- und Sozialforschung, einschließlich der Musikethnologie. Auf einer Tagung im Jahr 1961 wurde die gesamte Problematik der Volksmusikforschung dargelegt; es folgten Vorträge auf der Karpaten-Balkan-Konferenz in Krakau und 1965 auf dem ersten musikethnologischen Symposium in Bratislava. Gegenstand der Untersuchungen waren u. a. Epen, Hirtenrufe und -lieder, Arten von Musikinstrumenten, mehrstimmiger Gesang, Stilstratigraphie und viele weitere Spezialprobleme.

## UNESCO-Liste des immateriellen Kulturerbes der Menschheit
Elemente der Volksmusik in den Karpaten wurden bereits in die UNESCO-Liste des immateriellen Kulturerbes der Menschheit aufgenommen:

### Rumänien
- 2005/2008 – Der Căluș-Ritualtanz
- 2009 – Die Doina-Musik

### Slowakei
- 2005/2008 – Die slowakische Langflöte Fujara
- 2013 – Die Musik von Terchová
- 2015 – Die Dudelsack-Kultur
- 2017 – Der mehrstimmige Gesang aus Horehronie